# 五ヶ瀬町立上組小学校
五ヶ瀬町立上組小学校（ごかせちょうりつかみぐみしょうがっこう）は、宮崎県西臼杵郡五ヶ瀬町桑野内にある公立の小学校。略称「上小」（かみしょう）。

## 概要
歴史
1884年（明治7年）創立の「上組小学校」を前身とする。数回の改組・改称を経て、桑野内尋常小学校から分離独立した1909年（明治42年）を創立年としている。現校名になったのは、1956年（昭和31年）。2019年（平成31年／令和元年）には創立110周年を迎えた。
校章
校名の頭文字である「上」の文字を5つ組み合わせて円状にし、中央の「小」の文字を囲んだデザインとなっている。
校歌
作詞は中武三郎、作曲は飯干靖による。歌詞は3番まであり、各番の歌詞中に校名の「上組小」が登場する。
通学区域
「五ヶ瀬町大字桑野内」。中学校区は五ヶ瀬町立五ヶ瀬中学校（旧・五ヶ瀬町立三ヶ所中学校）区。

## 沿革
- 1884年（明治17年）- 中山光照寺に「上組小学校」を創立。授業を開始。
- 1887年（明治20年）- 小学校令施行により、簡易科（3年制）を設置の上、「簡易上組小学校」に改称。
- 1889年（明治22年）5月1日 - 町村制施行により、西臼杵郡2村（桑野内、三ヶ所）が合併の上「三ヶ所村」が発足。
- 1899年（明治32年）- 統合により「桑野内尋常小学校 上組分教場」となる。校舎を新築。
- 1909年（明治42年）4月29日 - 桑野内尋常小学校から分離の上、「上組尋常小学校」（6年制）として独立。
- 1914年（大正3年）4月 - 現在地に校舎を新築の上、移転を完了。
- 1928年（昭和3年）- 高等科を併置の上、「上組尋常高等小学校」に改称。
- 1929年（昭和4年）3月 - 校舎1棟（2教室）を増築。
- 1936年（昭和11年）4月 - 三ヶ所青年学校上組教場が併置される。
- 1938年（昭和13年）4月 - 後援会が発足。
- 1941年（昭和16年）4月1日 - 国民学校令施行により、「三ヶ所村上組国民学校」に改称。尋常科を初等科に改める。
- 1947年（昭和22年）- 学制改革が行われる（六・三制の実施）。
  - 4月1日 - 国民学校初等科が、新制小学校「三ヶ所村立上組小学校」に改組・改称。
  - 5月 - 国民学校高等科は、青年学校の普通科とともに、新制中学校「三ヶ所村立三ヶ所中学校 桑野内分校 上組教場」に改組・改称。小学校に併設される。
  - 9月 - 後援会を父母と先生の会に改組。
  - 12月 - 中学校桑野内分校上組教場の校舎が完成。
- 1949年（昭和24年）
  - 3月31日 - 中学校桑野内分校上組教場が廃止の上、三ヶ所中学校本校に統合される。
  - 8月 - 台風により、校舎が倒壊。
  - 12月 - 新校舎（3教室）が完成。
- 1955年（昭和30年）4月 - 校舎を改築。
- 1956年（昭和31年）8月1日 - 五ヶ瀬町発足により、「五ヶ瀬町立上組小学校」（現校名）に改称。
- 1960年（昭和35年）4月 - 運動場を拡張。
- 1962年（昭和37年）12月 - へき地集会所（講堂）が完成。
- 1963年（昭和38年）10月 - ミルク給食を開始。
- 1965年（昭和40年）2月 - 完全給食を開始。
- 1969年（昭和44年）2月 - 特別教室が完成。
- 1977年（昭和52年）4月 - 児童数減少により、複式2学級となる。
- 1978年（昭和53年）1月 - 鉄筋コンクリート造2階建ての新校舎が完成。
- 1988年（昭和63年）
  - 1月 - 講堂跡地に体育館が完成。
  - 9月 - 運動場の一部を拡張。
- 2004年（平成16年）4月1日 - 五ヶ瀬町立桑野内小学校を統合。
- 2009年（平成21年）11月 - 創立100周年記念式典を挙行。

旧・桑野内小学校（くわのうち）

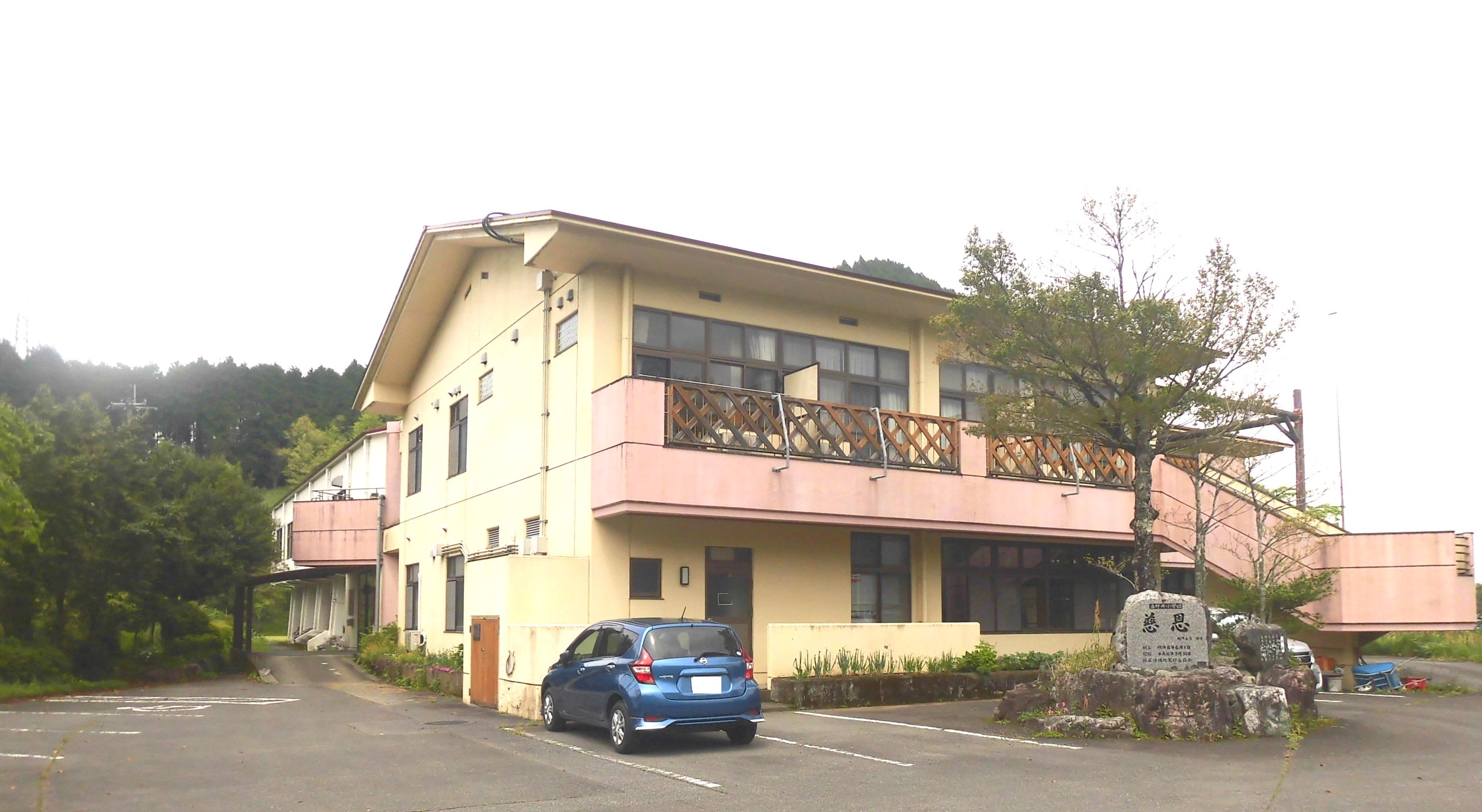
旧・桑野内小学校校舎

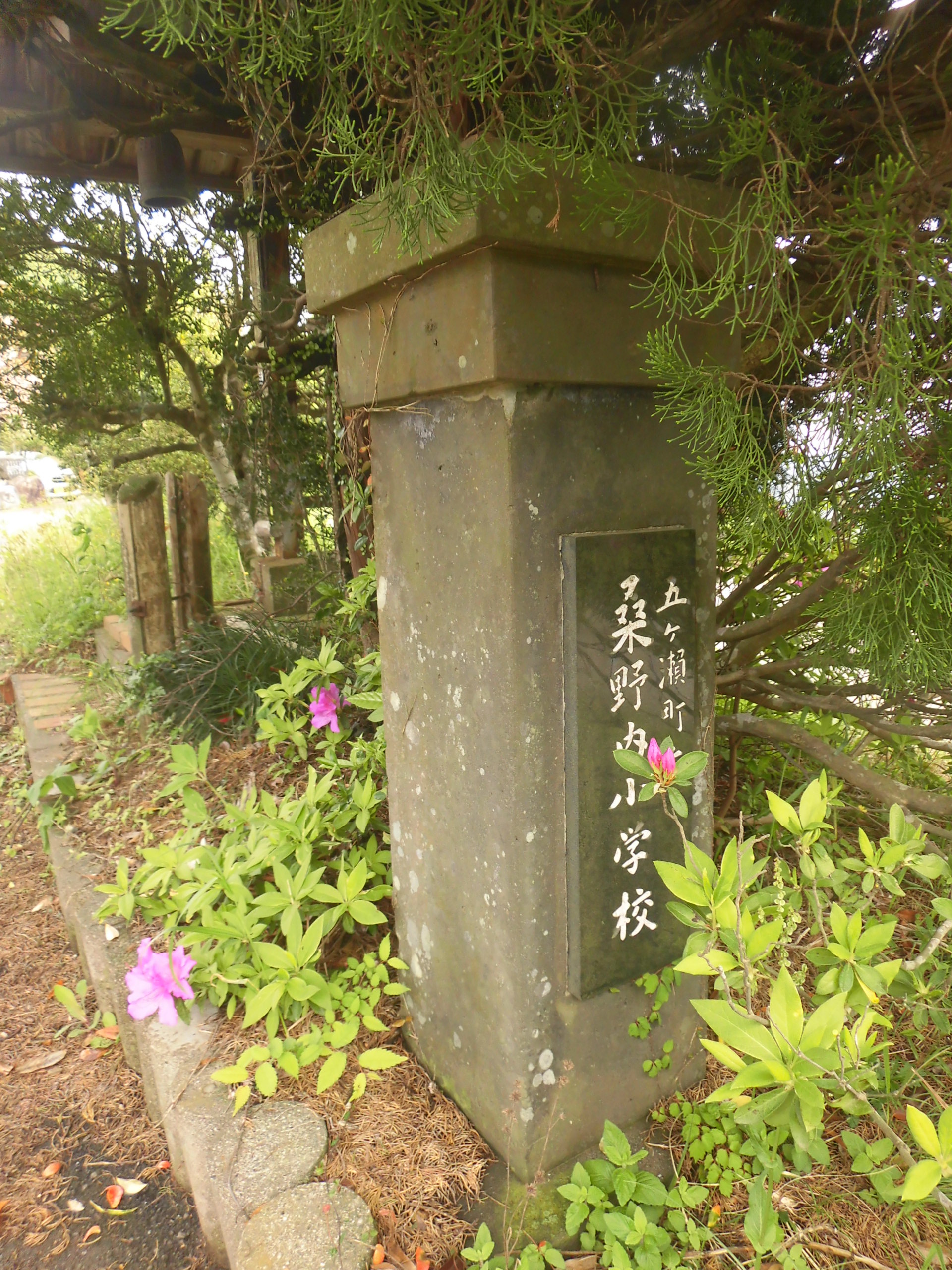
旧・桑野内小学校校門

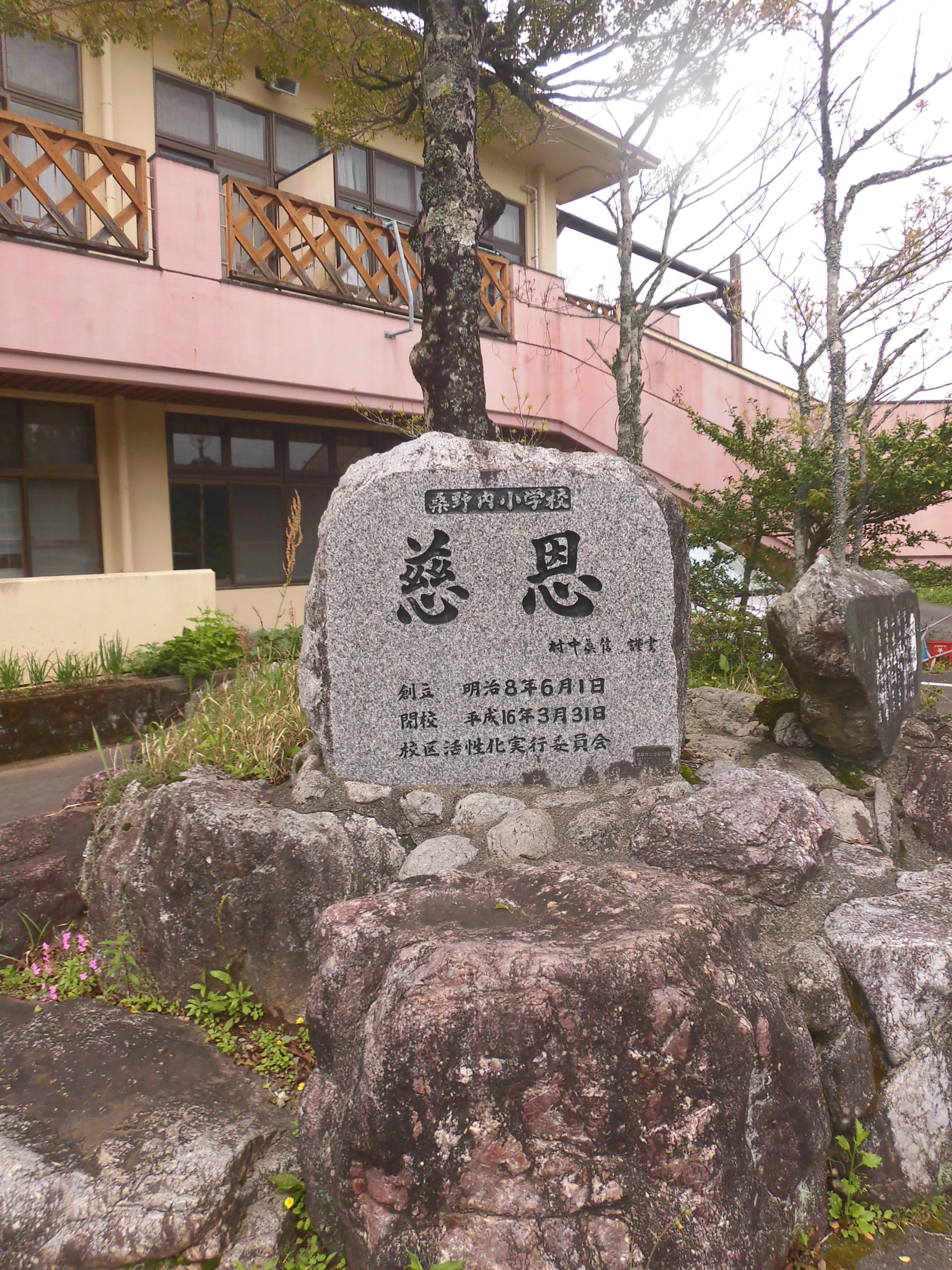
旧・桑野内小学校閉校記念碑

- 1875年（明治8年）6月1日 - 大字桑野内の中央字赤谷に「桑野内小学校」が創立。
- 1880年（明治13年）4月 - 宇土生に移転。上組分教場を設置。
- 1884年（明治17年）- 上組分教場が分離の上、上組小学校として独立。
- 1887年（明治20年）- 小学校令施行により、「簡易桑野内小学校」に改称。
- 1889年（明治22年）5月1日 - 町村制施行により、西臼杵郡2村（桑野内、三ヶ所）が合併の上「三ヶ所村」が発足。
- 1892年（明治25年）4月 - 尋常科（4年制）を設置の上、「桑野内尋常小学校」に改称。
- 1899年（明治32年）- 上組尋常小学校を統合の上、上組分教場とする。
- 1908年（明治41年）4月 - 改正小学校令により、尋常科（義務教育年限）が4年制から6年制に改められる。尋常科5年を新設。最終所在地に校舎を新築し、移転を完了。
- 1909年（明治42年）4月 - 尋常科6年を新設。上組分教場が分離の上、上組尋常小学校として独立。
- 1919年（大正8年）3月 - 1教室を増築。
- 1921年（大正10年）5月 - 高等科を併置の上、「桑野内尋常高等小学校」に改称。
- 1929年（昭和4年）- 校舎の一部を増築。運動場の一部を拡張。
- 1941年（昭和16年）4月1日 - 国民学校令施行により、「三ヶ所村桑野内国民学校」に改称。尋常科を初等科に改める。
- 1947年（昭和22年）- 学制改革が行われる（六・三制の実施）。
  - 4月1日 - 国民学校初等科が、新制小学校「三ヶ所村立桑野内小学校」に改組・改称。
  - 5月 - 国民学校高等科が、青年学校普通科とともに、新制中学校「三ヶ所村立三ヶ所中学校 桑野内分校」が設置される。
- 1948年（昭和23年）
  - 3月 - 校舎を一部増築。
  - 8月 - 校舎を新築。
- 1949年（昭和24年）3月31日 - 中学校桑野内分校が廃止され、三ヶ所中学校本校に統合される。
- 1950年（昭和25年）10月 - 運動場を拡張。
- 1952年（昭和27年）8月 - 木造新校舎が完成。
- 1956年（昭和31年）8月1日 - 五ヶ瀬町発足により、「五ヶ瀬町立桑野内小学校」（最終名）に改称。
- 1959年（昭和34年）4月 - プールが完成。
- 1962年（昭和37年）6月 - 講堂（へき地集会所）が完成。
- 1964年（昭和39年）1月 - 学校給食を開始。
- 1965年（昭和40年）11月23日 - 校旗・校章・校歌を制定。
- 1975年（昭和50年）9月 - 創立100周年記念式典を挙行。
- 1986年（昭和61年）2月 - 鉄筋コンクリート造2階建て新校舎ならびに体育館が完成。
- 1989年（平成元年）- 新プールが完成。
- 1991年（平成3年）- ヤマグワを学校の木に制定。
- 1992年（平成4年）- 校門に「希望の鐘」を建立。
- 2004年（平成16年）3月31日 - 五ヶ瀬町立上組小学校への統合により、閉校。129年の歴史に幕を下ろす。
  - 最終所在地 - 〒882-1202 宮崎県西臼杵郡五ヶ瀬町桑野内1514番地（北緯32度43分47.5秒 東経131度14分00.4秒 / 北緯32.729861度 東経131.233444度）
  - 校章 - 1965年（昭和40年）制定。当時の三ヶ所中学校教諭の田尻謙による図案。
  - 校歌 - 1965年（昭和40年）制定。作詞は野辺敬蔵、作曲は日高隆による。歌詞は4番まであり、各番の歌詞中に校名の「桑野内」が登場。
  - 最寄りの幹線道路 - 大分県道・熊本県道・宮崎県道8号竹田五ヶ瀬線、宮崎県道203号土生高千穂線
  - 周辺 - 桑野内神社

## 交通
最寄りの幹線道路
- 大分県道・熊本県道・宮崎県道8号竹田五ヶ瀬線

## 周辺
- 五ヶ瀬町立上組小学校前展望広場
- 光照寺
- 陣天満宮
- 二神神社

## 参考資料
- 「五ヶ瀬町史 続編」（2023年（令和5年）3月31日発行, 五ヶ瀬町）p.510～p.512（上組小学校）, p.521～p.523（桑野内小学校）